# 室戸スカイライン
室戸スカイライン（むろとスカイライン）は、高知県室戸市を通る一般道路、ドライブコースである。路線名は高知県道203号室戸公園線（こうちけんどう203ごう むろとこうえんせん）である。

## 概要
室戸市室津から室戸市室戸岬町に至る。
高知県東部の太平洋上に突き出す室戸岬の山頂で南北に延びる延長約9 kmの路線。北側の入口は室戸岬西海岸の国道55号・室戸市室津交差点から分岐して山を登り、室戸岬中央部の尾根を伝いに走り、また南側の入口は室戸岬先端部に近い西側で国道55号から分岐する。
室戸岬側の登り斜面は、ヘアピンカーブが続く坂道で一気に山を登る。このヘアピンカーブは、カーブの下に地面がなく、高架になっている。途中にある駐車場は、室戸岬最御崎寺と室戸岬灯台入口を兼用する。
また、途中に室戸岬山頂、津呂山の展望台（室戸スカイライン展望台津呂山）がある。

### 路線データ
- 起点：室戸市室津（室戸市室津交差点、国道55号交点）
- 終点：室戸市室戸岬町（国道55号交点）
- 総延長：約9 km[1]
- 通行無料。
- 全線2車線のオレンジライン。

## 歴史
- 1970年（昭和45年）3月28日 - 開通。
- 1981年（昭和56年）4月1日 - 無料開放。

## 地理

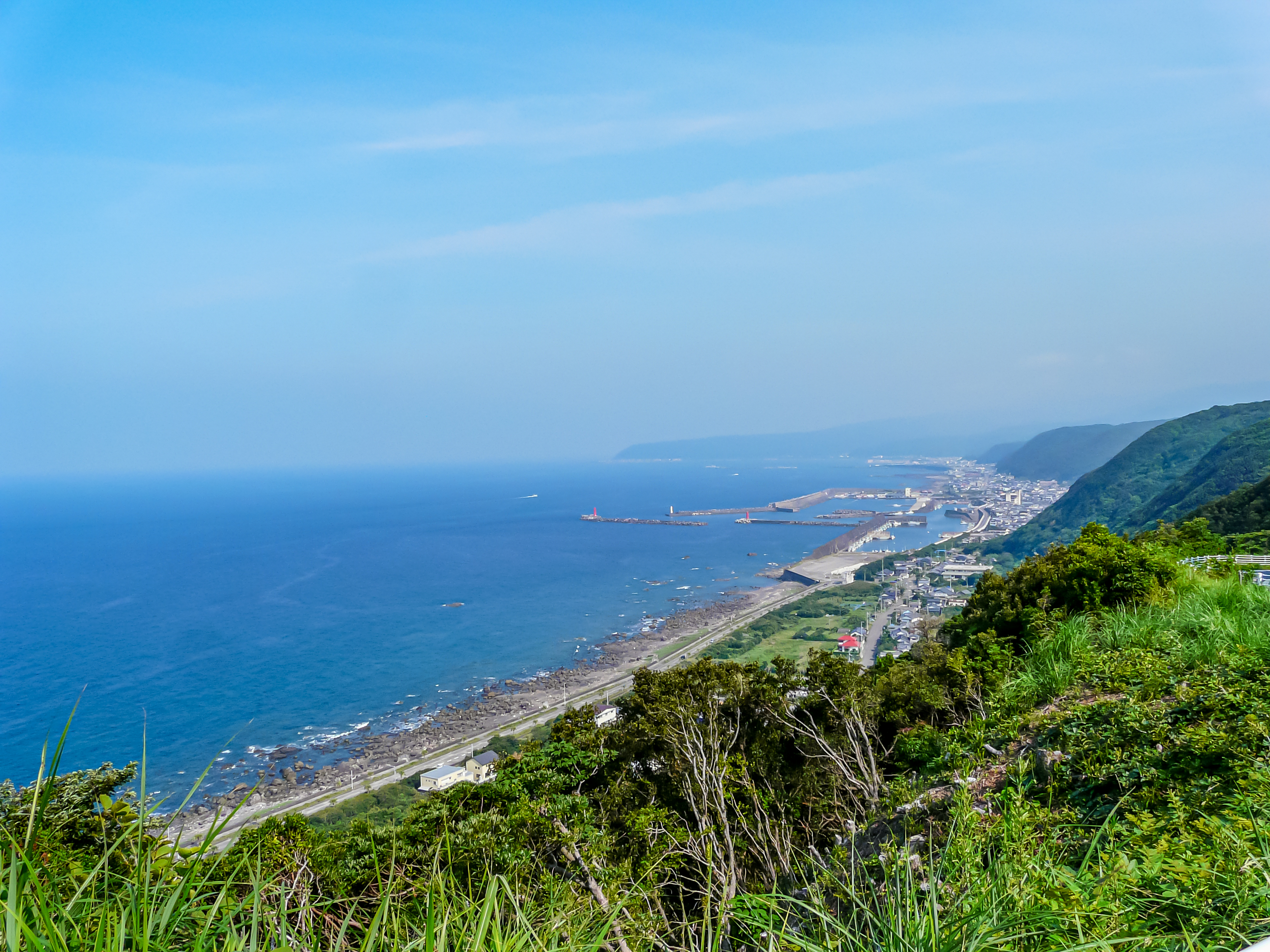
室戸スカイラインからの室戸市街方面の眺望

室戸阿南海岸国定公園の観光道路で、稜線に沿って全線にわたり多彩なカーブがあるワインディングロードが続く。路線のほとんどは樹林帯の樹木に視界はさえぎられ、所々低い木々のところで岬の西側と東側の海を見下ろせるぐらいで、途中にある展望台からしか太平洋の海原は遠望できない。路線の南側は急激な標高差があり、3つのヘアピンカーブを直線的につないで標高差を稼いでいる。海から山頂までの急斜面にあるつづら折れの道路、特に最御崎寺の参道と駐車場がある山頂のコーナー付近からは、つづら折れの道路の配置と麓の町並み、土佐湾から望む太平洋の大海原を眺望できる。

### 通過する自治体
- 高知県
  - 室戸市

### 交差する道路
| 交差する道路 | 交差する場所 | 交差する場所            |
| ------------ | ------------ | ----------------------- |
| 国道55号     | 室津         | 室戸市室津交差点 / 起点 |
| 国道55号     | 室戸岬町     | 終点                    |

### 沿線
- 室戸市役所（室戸市室津）
- 室戸中央病院（室戸市室津）
- 室戸広域公園（室戸市領家）
- 室戸中央公園（室戸市室戸岬町）
- 尾垂山（室戸市室戸岬町）
- 夕日ガ丘キャンプ場（室戸市室戸岬町）
- 室戸岬（室戸市室戸岬町）
  - 室戸岬特別地域気象観測所
  - 室戸岬灯台
  - 最御崎寺